# Coppa Sudamericana 2010
La Coppa Sudamericana 2010 fu la nona edizione del torneo, vinto dall'Independiente. Alla manifestazione parteciparono 39 squadre; il campione in carica era la LDU Quito. La compagine vincente si qualificava automaticamente per la Recopa Sudamericana 2011.

## Squadre qualificate
| Paese               | Squadra (posto)                    | Metodo di qualificazione                              |
| ------------------- | ---------------------------------- | ----------------------------------------------------- |
| Argentina 6 posti   | Banfield (Argentina 1)             | Primera División 2009-2010 1º posto                   |
| Argentina 6 posti   | Argentinos Juniors (Argentina 2)   | Primera División 2009-2010 2º posto                   |
| Argentina 6 posti   | Estudiantes (Argentina 3)          | Primera División 2009-2010 3º posto                   |
| Argentina 6 posti   | Newell's Old Boys (Argentina 4)    | Primera División 2009-2010 4º posto                   |
| Argentina 6 posti   | Independiente (Argentina 5)        | Primera División 2009-2010 5º posto                   |
| Argentina 6 posti   | Vélez Sársfield (Argentina 6)      | Primera División 2009-2010 6º posto                   |
| Bolivia 3 posti     | San José (Bolivia 1)               | Apertura 2009 3º posto                                |
| Bolivia 3 posti     | Oriente Petrolero (Bolivia 2)      | Clausura 2009 3º posto                                |
| Bolivia 3 posti     | Universitario (Bolivia 3)          | Vincitore dell'esagonale                              |
| Brasile 8 posti     | Palmeiras (Brasile 1)              | Série A 2009 5º posto                                 |
| Brasile 8 posti     | Avaí (Brasile 2)                   | Série A 2009 6º posto                                 |
| Brasile 8 posti     | Atlético Mineiro (Brasile 3)       | Série A 2009 7º posto                                 |
| Brasile 8 posti     | Grêmio (Brasile 4)                 | Série A 2009 8º posto                                 |
| Brasile 8 posti     | Goiás (Brasile 5)                  | Série A 2009 9º posto                                 |
| Brasile 8 posti     | Grêmio Prudente (Brasile 6)        | Série A 2009 11º posto                                |
| Brasile 8 posti     | Santos (Brasile 7)                 | Série A 2009 12º posto                                |
| Brasile 8 posti     | Vitória (Brasile 8)                | Série A 2009 13º posto                                |
| Cile 3 posti        | Unión San Felipe (Cile 1)          | Vincitore della Copa Chile 2009                       |
| Cile 3 posti        | Colo-Colo (Cile 2)                 | Miglior piazzamento del Primo turno del campionato    |
| Cile 3 posti        | Universidad de Chile (Cile 3)      | Vincitore playoff per la Sudamericana                 |
| Colombia 3 posti    | Deportes Tolima (Colombia 1)       | Secondo miglior classificato del campionato 2009      |
| Colombia 3 posti    | Santa Fe (Colombia 2)              | Vincitore della Copa Colombia 2009                    |
| Colombia 3 posti    | Atlético Huila (Colombia 3)        | Terzo miglior classificato del campionato 2009        |
| Ecuador 3 + 1 posti | LDU Quito                          | Campione in carica                                    |
| Ecuador 3 + 1 posti | Emelec (Ecuador 1)                 | Vincitore del primo turno del campionato 2010         |
| Ecuador 3 + 1 posti | Barcelona (Ecuador 2)              | Primo turno - 3º posto                                |
| Ecuador 3 + 1 posti | Deportivo Quito (Ecuador 3)        | Primo turno - 4º posto                                |
| Paraguay 3 posti    | Cerro Porteño (Paraguay 1)         | Campione con il maggior numero di punti               |
| Paraguay 3 posti    | Olimpia (Paraguay 2)               | Secondo miglior piazzamento                           |
| Paraguay 3 posti    | Guaraní (Paraguay 3)               | Terzo miglior piazzamento                             |
| Perù 3 posti        | Sport Huancayo (Perù 1)            | Secondo miglior classificato                          |
| Perù 3 posti        | Universidad San Martín (Perù 2)    | Terzo miglior classificato                            |
| Perù 3 posti        | Universidad César Vallejo (Perù 3) | Quarto miglior classificato                           |
| Uruguay 3 posti     | Peñarol (Uruguay 1)                | Vincitore della Primera División 2009-2010            |
| Uruguay 3 posti     | River Plate (Uruguay 2)            | Primera División 2009-2010 4º posto                   |
| Uruguay 3 posti     | Defensor Sporting (Uruguay 3)      | Primera División 2009-2010 5º posto                   |
| Venezuela 3 posti   | Caracas (Venezuela 1)              | Vincitore della Copa de Venezuela 2009                |
| Venezuela 3 posti   | Trujillanos (Venezuela 2)          | Finalista della Copa de Venezuela 2009                |
| Venezuela 3 posti   | Deportivo Lara (Venezuela 3)       | Secondo classificato nella Primera División 2009-2010 |

## Fase preliminare

### Primo turno
Nel primo turno sedici squadre si contendono l'accesso al turno successivo in gare di andata e ritorno a eliminazione diretta.
| Squadre                   | Squadre                | Ris.   | Ris.    | Altro | Altro | Altro |
| Squadra 1                 | Squadra 2              | Andata | Ritorno | DR    | GFC   | Rig.  |
| ------------------------- | ---------------------- | ------ | ------- | ----- | ----- | ----- |
| Universitario             | Colo-Colo              | 2-0    | 1-3     | 0:0   | 1:0   | —     |
| Guaraní                   | River Plate            | 2-0    | 2-4     | 0:0   | 2:0   | —     |
| Universidad César Vallejo | Barcelona              | 1-2    | 1-3     | —     | —     | —     |
| Atlético Huila            | Trujillanos            | 4-1    | 1-1     | —     | —     | —     |
| Universidad de Chile      | Oriente Petrolero      | 2-2    | 0-1     | —     | —     | —     |
| Defensor Sporting         | Olimpia                | 2-0    | 1-1     | —     | —     | —     |
| Deportivo Quito           | Universidad San Martín | 3-2    | 1-2     | 0:0   | 1:2   | —     |
| Deportivo Lara            | Santa Fe               | 2-0    | 0-4     | -2:+2 | —     | —     |

### Secondo turno
Nel secondo turno ventidue squadre più le otto vincitrici del primo turno prendono parte a degli scontri a eliminazione diretta. Ognuna delle vincitrici avanza agli ottavi di finale.
| Squadre            | Squadre                | Ris.   | Ris.    | Altro | Altro | Altro |
| Squadra 1          | Squadra 2              | Andata | Ritorno | DR    | GFC   | Rig.  |
| ------------------ | ---------------------- | ------ | ------- | ----- | ----- | ----- |
| San José           | Atlético Huila         | 1–1    | 4–0     | —     | —     | —     |
| Argentinos Juniors | Independiente          | 0–1    | 1–1     | —     | —     | —     |
| Peñarol            | Barcelona              | 1–0    | 2–1     | —     | —     | —     |
| Palmeiras          | Vitória                | 0–2    | 3–0     | +1:−1 | —     | —     |
| Caracas            | Santa Fe               | 1–2    | 0–0     | —     | —     | —     |
| Avaí               | Santos                 | 3–1    | 0–1     | +1:−1 | —     | —     |
| Deportes Tolima    | Oriente Petrolero      | 0–1    | 2–0     | +1:−1 | —     | —     |
| Unión San Felipe   | Guaraní                | 1–1    | 1–1     | 0:0   | —     | 8–7   |
| Banfield           | Vélez Sársfield        | 1–0    | 1–1     | —     | —     | —     |
| Emelec             | Universidad San Martín | 1–2    | 5–0     | +4:−4 | —     | —     |
| Atlético Mineiro   | Grêmio Prudente        | 0–0    | 1–0     | —     | —     | —     |
| Cerro Porteño      | Universitario          | 0–1    | 2–2     | —     | —     | —     |
| Grêmio             | Goiás                  | 1–1    | 0–2     | —     | —     | —     |
| Sport Huancayo     | Defensor Sporting      | 0–9    | 2–0     | −7:+7 | —     | —     |
| Estudiantes        | Newell's Old Boys      | 0–1    | 1–1     | —     | —     | —     |

## Fase a eliminazione diretta

### Ottavi di finale
| Squadre           | Squadre         | Ris.   | Ris.    | Altro | Altro | Altro |
| Squadra 1         | Squadra 2       | Andata | Ritorno | DR    | GFC   | Rig.  |
| ----------------- | --------------- | ------ | ------- | ----- | ----- | ----- |
| Newell's Old Boys | San José        | 6-0    | 0-2     | +4:-4 |       |       |
| Defensor Sporting | Independiente   | 1-0    | 2-4     | -1:+1 |       |       |
| Goiás             | Peñarol         | 1-0    | 2-3     | 0:0   | 2:0   |       |
| Universitario     | Palmeiras       | 0-1    | 1-3     |       |       |       |
| Atlético Mineiro  | Santa Fe        | 2-0    | 0-1     | +1:-1 |       |       |
| Emelec            | Avaí            | 2-1    | 1-3     | -1:+1 |       |       |
| Banfield          | Deportes Tolima | 2-0    | 0-3     | -1:+1 |       |       |
| Unión San Felipe  | LDU Quito       | 4-2    | 1-6     | -3:+3 |       |       |

### Quarti di finale
| Squadre           | Squadre       | Ris.   | Ris.    | Altro | Altro | Altro |
| Squadra 1         | Squadra 2     | Andata | Ritorno | DR    | GFC   | Rig.  |
| ----------------- | ------------- | ------ | ------- | ----- | ----- | ----- |
| Newell's Old Boys | LDU Quito     | 0-0    | 0-1     |       |       |       |
| Deportes Tolima   | Independiente | 2-2    | 0-0     | 0:0   | 0:2   |       |
| Goiás             | Avaí          | 2-2    | 1-0     |       |       |       |
| Atlético Mineiro  | Palmeiras     | 1-1    | 0-2     |       |       |       |

### Semifinali
Dal 17 novembre al 25 novembre.
| Squadre   | Squadre       | Ris.   | Ris.    | Altro | Altro | Altro |
| Squadra 1 | Squadra 2     | Andata | Ritorno | DR    | GFC   | Rig.  |
| --------- | ------------- | ------ | ------- | ----- | ----- | ----- |
| LDU Quito | Independiente | 3-2    | 1-2     | 0-0   | 1-2   |       |
| Goiás     | Palmeiras     | 0-1    | 2-1     | 0-0   | 2-1   |       |

### Finale
| Squadre   | Squadre       | Ris.   | Ris.    | Altro | Altro | Altro |
| Squadra 1 | Squadra 2     | Andata | Ritorno | DR    | GFC   | Rig.  |
| --------- | ------------- | ------ | ------- | ----- | ----- | ----- |
| Goiás     | Independiente | 2-0    | 1-3     | 0-0   | -     | 3-5   |

#### Andata
| Arbitro: | Torres |

|                                    |           |  |
| Rafael Moura 14’ Otacílio Neto 21’ | Marcatori |  |

#### Ritorno
| Arbitro: | Ruiz |

|                                          |                      |                                                 |
| J. Velázquez 19’ Parra 27’ 34’           | Marcatori            | 22’ Rafael Moura                                |
| M. Velázquez Parra Gracián Matheu Tuzzio | Tiri di rigore 5 – 3 | Rafael Tolói Éverton Santos Felipe Rafael Moura |

## Classifica marcatori[1]
| Gol |  |  | Giocatore             | Squadra           |
| --- |  |  | --------------------- | ----------------- |
| 8   |  |  | Rafael Moura          | Goiás             |
| 6   |  |  | Rodrigo Mora          | Defensor Sporting |
| 4   |  |  | Marcos Assunção       | Palmeiras         |
| 4   |  |  | Roberto Galindo       | Universitario     |
| 4   |  |  | Ángel Vildozo         | Unión San Felipe  |
| 3   |  |  | Hernán Barcos         | LDU Quito         |
| 3   |  |  | Mauro Formica         | Newell's Old Boys |
| 3   |  |  | Luan                  | Palmeiras         |
| 3   |  |  | Wílder Medina         | Deportes Tolima   |
| 3   |  |  | Obina                 | Atlético Mineiro  |
| 3   |  |  | Facundo Parra         | Independiente     |
| 3   |  |  | Joao Rojas            | Emelec            |
| 3   |  |  | Juan Manuel Salgueiro | LDU Quito         |
| 3   |  |  | Andrés Silvera        | Independiente     |